# Liolaemus duellmani
Liolaemus duellmani — вид ігуаноподібних ящірок родини Liolaemidae. Ендемік Аргентини. Вид названий на честь американського герпетолога Вільяма Дуеллмана.

## Поширення й екологія
Liolaemus duellmani відомі з типової місцевості, що лежить за 50 км на південь від містечка Ель-Мансано, в провінції Мендоса, на висоті 2260 м над рівнем моря. Вони живуть у кам'янистий місцевості, місцями порослій купинами трави, чагарниками і кактусами.